# София Саксен-Вейсенфельская (княгиня Ангальт-Цербста)
София Саксен-Вейсенфельская (нем. Sophia von Sachsen-Weißenfels; 23 июня 1654, Галле — 31 марта 1724, Цербст) — принцесса Саксен-Вейсенфельская, в замужестве княгиня Ангальт-Цербстская.

## Биография
София — третья дочь герцога Августа Саксен-Вейсенфельского и его супруги Анны Марии, дочери герцога Адольфа Фридриха I Мекленбург-Шверинского. Своё имя девочка получила в честь своей прабабушки по отцу, курфюрстины Саксонии Софии Бранденбургской.
18 июня 1676 года в Галле София вышла замуж за Карла Вильгельма, сына Иоганна VI Ангальт-Цербстского и Софии Августы Гольштейн-Готторпской. Брак оказался гармоничным, проникнутым любовью, о чём свидетельствует тот факт, что вопреки обычаям того времени у супругов во дворце была общая спальня.

## Потомки
- Иоганн Август (1677—1742), князь Ангальт-Цербста, был женат дважды, оба брака бездетны
- Карл Август (1678—1693), принц Ангальт-Цербстский
- Магдалена Августа (1679—1740), принцесса Ангальт-Цербстская, замужем за герцогом Саксен-Гота-Альтенбурга Фридрихом II, 20 детей.